# Protector-klassen (inspektionsskib)
 Denne artikel omhandler inspektionsskibe af Protector-klassen. Opslagsordet har også en anden betydning, se Protector-klassen (patruljefartøj).

Protector-klassen (også kaldet Otago-klassen) består af to inspektionsskibe i tjeneste hos Royal New Zealand Navy (RNZN) siden 2010. De to skibe er HMNZS Otago (P148) og HMNZS Wellington (P55) og er navngivet efter de to newzealandske byer Wellington og Otago.

## Nøgledatoer
Det Newzealandske forsvarsministerium udbød bygningen af to inpektionsskibe i juli 2002 og underskrev i juli 2004 en kontrakt med Tenix Defence (senere overtaget af BAE Systems). Det første stål blev skåret i februar 2005 og det første inspektionsskib, HMNZS Otago blev søsat den 18. november 2006.
Den oprindelige overleveringsdato for HMNZS Otago var i april 2007, denne blev dog udsat til starten af 2008. HMNZS Wellington blev søsat den 27. oktober 2007 og havde forventet afleveringsdato i maj/juni 2008.
I september 2008 annoncerede forsvarsministeren en forsinkelse i leveringen af skibene grundet problemer med skibenes certifikation i Lloyds skibsregister. Han udtalte at der blev forhandlet med BAE (tidligere Tenix) om problemerne. I maj 2009 begyndte de endelige forhandlinger mellem forsvarsministeriet og BAE Systems, hovedspørgsmålet var en forventet 300 tons forøgelse i deplacementet som kunne have alvorlige konsekvenser hvis skibet befandt sig i isen ved Antarktis.
Den 18. februar 2010 hejste HMNZS Otao kommando i den newzealandske flåde. Det newzealandske forsvarsministerium erklærer her at overvægtsproblemerne ikke er så alvorlige som tidligere anslået, dog skulle skibenes vægt nøje overvåges gennem skibenes levetid.

## Design
Designet blev udtænkt som en del af Protector-projektet af det newzealandske forsvarsministerium, projektet som skulle bestå af et fleksibelt skib, to inspektionsskibe samt fire patruljefartøjer. Skibene i Protectorprojektet skal benyttes til at patruljere New Zealands EØZ for at hævde landets suverænitet, udføre opgaver for New Zealands toldmyndigheder, Department of Conservation, Udenrigs- og handelsministeriet, Fiskeriministeriet samt New Zealands politimyndigheder.
Skibene er designet af STX Canada Marine (tidligere Kvaerner Masa Marine) og er baseret på et tidligere inspektionsskibsdesign der benyttes af Irlands flåde (Róisín-klassen) samt kystvagten på Mauritius (siden 1996). Fartøjerne overholder alle operative krav til patruljetjeneste, sødygtighed, helikopter- og småbådsoperationer samt relativ god komfort for besætningen og gæster.

## Navne
Den 31. marts 2006 bekendtgjorde forsvarsminister Phil Goff at de to skibe ville komme til at hedde henholdsvis HMNZS Otago og HMNZS Wellington. Otago og Wellington er navnene på to tidligere fregatter i newzealandsk tjeneste, og der blev lagt vægt på at valget af navne ville bære disse skibes traditioner og arv videre.
En pressemeddelelse fra New Zealand Defense Force den 31. marts 2006 angav at Otago ville bære pennantnummeret P148 og Wellington nummeret P55.

## Begrænsninger
- - Sætte og modtage RHIB's i op til sea state 4 (moderat sø, bølgehøjde 1,25-2,50 meter)
  - Helikopteroperationer i op til sea state 5 (hård sø, bølger mellem 2,50 til 4,00 meter)
  - VERTREP i sea state 6 (meget hård så, bølger 4-6 meter)
  - Evnen til at patruljere i sea state 6 og overleve i sea state 9 (overordentlig hård sø, bølger over 14 meter)

### Isforstærkning
- Forstærket skrog, klassificeret til Lloyds 1C isbrydningsnivau (tynd eller brudt førsteårsis med en maksimal tykkelse på 40 centimeter).
- Forstærket bov, isbælte samt beskyttet aksel og propel.

I maj 2009 opstod der bekymringer for at isforstærkningen havde øget skibenes vægt for meget i forhold til det planlagte deplacement (nu op til 1.900 tons), hvilket betyder at skibene vil ligge lavere i vandet og de beskyttende isbælte vil ligeledes ligge for lavt og dermed kan isen komme til at presse på de ubeskyttede stålplader over isbæltet. En anden bekymring er med den forøgede vægt at man ikke vil være i stand til at installere nyt udstyr da man allerede er tæt på skibenes maksimale vægt. Som situationen er nu er skibene egnede til at patruljere i det sydlige Ishav, men med fremtidige opgraderinger af skibene kan man risikere at det ikke længere er tilfældet.

## Skibe i klassen
| Pnt. | Navn       | Kølen lagt        | Søsat             | Indgået          | Skæbne     | Kaldesignal |
| ---- | ---------- | ----------------- | ----------------- | ---------------- | ---------- | ----------- |
| P148 | Otago      | 16. december 2005 | 18. november 2006 | 18. februar 2010 | I tjeneste | ZMKF        |
| P55  | Wellington | 2. juni 2007      | 27. oktober 2007  | 6. maj 2010      | I tjeneste | ZMFS        |

## Eksterne links
- Wikimedia Commons har flere filer relateret til Protector-klassen (inspektionsskib)
- Royal New Zealand Navy: HMNZS Otago
- Royal New Zealand Navy: HMNZS Wellington
- Royal New Zealand Navy: Kaman SH-2G Seasprite Helicopter
- STX Canada Marine OPV Ship Design Arkiveret 3. maj 2011 hos  Wayback Machine
- STX Canada Marine: Protector-klassen Factsheet Arkiveret 24. juli 2011 hos  Wayback Machine (PDF, 2,65 MB)